# Gesetz der Wortschatzdynamik
Unter Wortschatzdynamik (oft auch als Informationsfluss angesprochen) ist das Vorkommen neuer Wörter im Textverlauf zu verstehen.

## Untersuchung
Man kann einen Text daraufhin untersuchen, wann zum ersten Mal ein Wort vorkommt, das bis dahin im Textverlauf noch nicht zu beobachten war. Das erste Wort kommt natürlich auch zum ersten Mal vor; bald aber setzen Wiederholungen ein: Ein Wort tritt zum zweiten, dritten etc. Mal auf. Man kann erwarten, das neue Wörter, also solche mit erstmaligem Vorkommen im Verlauf eines Textes, seltener werden, da die Wortwiederholungen ja zunehmen werden.

## Eine Gesetzeshypothese
Für diesen Fall hat Altmann die Gleichung y = axb als Gesetzesvorschlag begründet und abgeleitet.

## Verfahren und Ergebnisse
Die Untersuchung kann auf zweierlei Weise vorgenommen werden:
1. Man stellt Wort für Wort fest, ob es sich um ein erstes oder schon um ein wiederholtes Vorkommen handelt; Altmann hat dieses Verfahren am Beispiel der Ballade Erlkönig dargestellt und mit Erfolg getestet.
2. Man teilt den zu untersuchenden Text in gleich große Textblöcke ein und untersucht dann, wie viele neue Wörter in Textblock x verglichen mit allen vorherigen vorkommen. Das Verfahren wurde an Georg Büchner, Der hessische Landbote erprobt und ebenfalls mit Erfolg getestet.
In beiden Fällen handelt es sich um vergleichsweise kurze Texte; mit dem Textblock-Verfahren wurden auch ein wesentlich längerer Text, Gottfried August Bürgers Münchhausen, und weitere Texte untersucht und mit ebenfalls sehr gutem Testergebnis bearbeitet.
Die oben genannte Gleichung ist nicht die einzig mögliche. Altmann & Altmann führen ebenfalls anhand des Erlkönigs weitere Modelle mit Testergebnissen an.

## Ein Beispiel
Das folgende Beispiel stellt die Auswertung eines Prosatextes von Jägersberg vor, der 8006 Textwörter und 2320 verschiedene Wortformen enthält. Der laufende Text wurde in Textblöcke zu je 500 Wörtern eingeteilt und daraufhin untersucht, wie viele neue Wortformen von Textblock zu Textblock dazukommen. An diese Datei wurde dann die oben genannte Gleichung angepasst.
| x  | n(x) neue Wortformen (beobachtet) | NP(x) neue Wortformen (berechnet) |
| -- | --------------------------------- | --------------------------------- |
| 1  | 316                               | 294,44                            |
| 2  | 196                               | 223,55                            |
| 3  | 173                               | 190,29                            |
| 4  | 150                               | 169,73                            |
| 5  | 166                               | 155,33                            |
| 6  | 151                               | 144,48                            |
| 7  | 145                               | 135,89                            |
| 8  | 145                               | 128,87                            |
| 9  | 117                               | 122,98                            |
| 10 | 117                               | 117,94                            |
| 11 | 106                               | 113,55                            |
| 12 | 128                               | 109,70                            |
| 13 | 105                               | 106,26                            |
| 14 | 118                               | 103,18                            |
| 15 | 113                               | 100,39                            |
| 16 | 73                                | 97,85                             |
| 17 | 1                                 | -                                 |

(Dabei ist x die laufende Nummer der Textblöcke, n(x) die in Textblock x beobachtete Zahl der erstmals auftretenden Wortformen; NP(x) die Zahl der neu auftretenden Wortformen, die berechnet wird, wenn man die obige Gleichung an die beobachteten Daten anpasst. Die Anpassung gelingt mit D = 0,91, einem sehr guten Testergebnis. Textblock 17 bleibt dabei unberücksichtigt, weil er zu wenige Wörter enthält.)
Stellt man sich das Ergebnis in Form einer Graphik vor, so stehen die berechneten Werte für eine immer flacher werdende Kurve, um die die beobachteten Werte etwas schwanken. Die Tendenz, dass mit fortlaufendem Text das Vorkommen neuer Wortformen abnimmt, ist aber deutlich. Dieses Ergebnis wird von einer ganzen Reihe weiterer Textauswertungen immer wieder bestätigt.